# Kyathos (Hohlmaß)
Kyathos (altgriechisch κύαθος, lateinisch cyathus, Plural Kyathoi, deutsch: „Becher“) war die griechische bzw. lateinische Bezeichnung für ein antikes Hohlmaß für Flüssigkeiten.
Der Kyathos hatte ein Volumen von 1/6 Kotyle beziehungsweise 1/72 Chous bei den Griechen und 1/12 Sextarius oder 1/576 Amphora bei den Römern. Das entspricht heute etwa 0,045 Liter. Für die Römer war es zudem das Maß für die Schöpfkelle, mit der der gemischte Wein aus dem Mischgefäß geschöpft wurde. Das Volumen der Becher wurde über das Fassungsvermögen in cyathi bemessen. Beim Landwirtschaftsschriftsteller Lucius Iunius Moderatus Columella wird das Maß darüber hinaus auch für andere Dinge als Flüssigkeiten, etwa Saatgut, Tierfutter oder Medikamente, genutzt.